# Cycle Rigante

Le Cycle Rigante (titre original : Rigante Series) est un cycle de fantasy qui a été écrit par David Gemmell ; il narre l'histoire du peuple des Rigantes au cours des siècles de leur histoire mouvementée.

## Les différents livres du cycle
Le cycle comporte quatre livres, qui sont dans l'ordre chronologique les suivants :
1. L'Épée de l'orage, 2004 ((en) Sword in the Storm, 1998)
2. Le Faucon de minuit, 2005 ((en) The Midnight Falcon, 1999)
3. Le Cœur de corbeau, 2006 ((en) Ravenheart, 2001)
4. Le Cavalier de l'orage, 2007 ((en) Stormrider, 2002)

Chacun de ces tomes raconte l'histoire des Rigantes à travers un nouveau personnage du cycle lié au précédent héros.
L'Épée de l'orage a pour héros Connavar un chef Rigante qui doit faire face aux envahisseurs et rassembler son peuple. Son fils Bane est le personnage principal du Faucon de minuit, et tandis que les ennemis des Rigantes s'assemblent de nouveau, celui-ci ne rêve que de se venger de son père qui l'a toujours ignoré.
Dans Le Cœur de corbeau, huit cents ans ont passé et les Rigantes sont tombés sous la domination de l'envahisseur Varlish, mais Kaeling, un descendant de Connavar et de Bane va apprendre ce qu'est la véritable liberté et aider les siens à retrouver leur honneur perdu. C'est l'histoire de la révolte Rigante que raconte Le Cavalier de l'orage.
L'œuvre de David Gemmell développe un système de magie particulier basé principalement sur la croyance en le pouvoir des Seidh, des êtres non humains aux pouvoirs immenses et aux objectifs obscurs, ainsi que dans la Source, dispensatrice de bienfaits. 
Les premiers romans se déroulent sur une échelle historique à une époque proche du début de notre ère. Le peuple Rigante s'inspire de peuples celtiques anglo-saxons, alors que le peuple ennemi de Roc rappelle fortement l'Empire romain, la croyance dans la Source étant liée au christianisme. La fin du cycle se passant beaucoup plus tard, des découvertes technologiques comme la poudre viennent modifier le sens de la guerre tandis que les cultures, elles, sont bouleversées d'une autre manière, moins radicale, en entrant au contact les unes des autres.
Entre le deuxième et le troisième tome du cycle, 800 ans se sont écoulés. Les personnages qui sont présents dans le troisième livre ressemblent beaucoup aux personnages des deux premiers tomes. Le troisième volet est intrigant car on ne sait pas qui est le héros : est-ce l'adolescent, dont l'histoire nous est racontée ? Ou bien est-ce son oncle, un bandit au cœur tendre ? La toile de fond du quatrième et dernier volet du cycle, une guerre civile entre le monarque de l'époque et des généraux partisans d'une plus grande restriction de son pouvoir, ainsi que l'armement du moment, n'est pas sans rappeler la guerre civile anglaise.